# Västerö
Västerö är en del av en ö i Finland.   Den ligger i den ekonomiska regionen  Vasa  och landskapet Österbotten, i den västra delen av landet, 400 km norr om huvudstaden Helsingfors. Arean är 20,5 kvadratkilometer.
Området är beläget omedelbart norr om Särkimo med vilket broförbindelse finns. På öns västra sida finns ett minnesmärke över det tyska fartyget Equity som på denna plats 1917 lossade vapen och ammunition avsedda att användas i finska inbördeskriget.  
Terrängen på Västerö är mycket platt. Öns högsta punkt är 29 meter över havet. Den sträcker sig 6,9 kilometer i nord-sydlig riktning, och 8,0 kilometer i öst-västlig riktning.  I omgivningarna runt Västerö växer i huvudsak blandskog.
Inlandsklimat råder i trakten. Årsmedeltemperaturen i trakten är 3 °C. Den varmaste månaden är augusti, då medeltemperaturen är 16 °C, och den kallaste är februari, med −10 °C.